# سطح آمادگی فناوری

سطوح آمادگی فناوری ناسا

سطح آمادگی فناوری (TRLs) روشی برای برآورد تکامل فناوری‌ها در طول به دست آوردن دانش یک برنامه است. گزارش‌های سطوح آمادگی فناوری بحث‌های منسجم و یکنواختی را در مورد بلوغ فنی انواع مختلف فناوری، امکان‌پذیر می‌کند. این گزارش‌ها در طی یک ارزیابی آمادگی فناوری (TRA) نوشته می‌شود که مفاهیم برنامه، الزامات فناوری، و قابلیت‌های فناوری نشان داده شده را بررسی می‌کند. سطوح آمادگی فناوری، بر اساس بزرگای از ۱ تا ۹ است که ۹ کامل‌ترین فناوری می‌باشد.